# Braunerhielm
Braunerhielm är en adlig ätt med samma ursprung som friherrliga släkten Brauner och adliga ätten Braunersköld.
Äldste kände stamfader är kyrkoherden i Madesjö pastorat av Kalmar stift, kontraktsprosten Nicolaus Brodderi Braun (1617-1692). Till första hustru hade han Christina Walleria, en dotter till Lars Wallerius och Christina Ungia, en dotter till Johannes Petri Ungius. Andra äktenskapet ingicks med Elisabeth Alandria. Han fick tre söner i första äktenskapet, doktor Lars adlad Braunersköld, doktor Nicolaus adlad Braunerhielm, och Hans eller Johan adlad Brauner.
Nicolaus Nicolai Brauns barn blev adlade 1719 med namnet Braunerhielm, och sönerna introducerades på Sveriges Riddarhus år 1720 som adlig släkt nr. 1600. Hans hustru, Margareta Pontin, var dotter till biskop Magnus Pontin och Helena Strömsköld. Döttrarna gifte sig med en prost Sandberg, en lektor Dahlerus, och generalmajor von Essen af Zelle. Två söner var barnlösa. Ätten delades därefter i två grenar.
Äldre grenen utgår från kammarherren Magnus Braunerhielm som till hustru hade Christina Charlotta Wattrang född i adelsätten Wattrang vars mor var en Steuch, dotter till ärkebiskop Jöns Steuchius från Bureätten och dotterdotter till ärkebiskop Haquin Spegel. De hade bara ett barn, kammarherren Carl Magnus, gift Engelcrantz. Äldre grenen innehade fideikommisset Sandemar slott till 2006.
Yngre grenen utgår från Magnus Braunerhielms yngre bror lagmannen Johan Braunerhielm, som var gift med Eva von Mentzer vars mor var en Falkenberg af Trystorp.

## Ättmedlemmar
- Augusta Braunerhjelm
- Axel Braunerhjelm
- Carl Braunerhielm
- Robert Braunerhielm
- Pontus Braunerhjelm